# Ласва
Ла́сва (эст. Lasva) — деревня в волости Выру уезда Вырумаа, Эстония.
До административной реформы местных самоуправлений Эстонии 2017 года входила в состав волости Ласва (упразднена) и была её административным центром.

## География и описание
Расположена в 10 км к востоку от волостного и уездного центра — города Выру. Высота над уровнем моря — 79 метров.
Климат умеренный. Официальный язык — эстонский. Почтовые индексы: 65401, 65416 (до востребования).

## Население
По данным переписи населения 2021 года, в Ласва насчитывалось 300 жителей, из них 297 (99,0 %) — эстонцы.
По данным переписи населения 2011 года, в деревне проживали 275 человек, из них 272 (98,9 %) — эстонцы.
Численность населения деревни Ласва по данным переписей населения:
| Год  | 1959 | 1970   | 1979  | 1989  | 2000  | 2011  | 2021  |
| ---- | ---- | ------ | ----- | ----- | ----- | ----- | ----- |
| Чел. | 272* | ↗ 297* | ↗ 361 | ↗ 421 | ↘ 319 | ↘ 275 | ↗ 300 |

* Включая деревню Тсиргаски

## История
Населённый пункт впервые упоминается в 1561 году (Ласва). В письменных источниках 1588 года упоминается Lasokulia, 1627 года — Lastwa, 1630 года — Laßwa kylla. Самые точные данные о деревне относятся к 1638 году (Laszwa).
Ласва — старинная деревня вокруг небольшого одноимённого озера (1563 год: Ласва у озерка у Ласва), название которой на протяжении веков практически не менялось. Во второй половине XIX века здесь была основана рыцарская мыза, которую отделили от мызы Нейгаузен (Вастселийна).

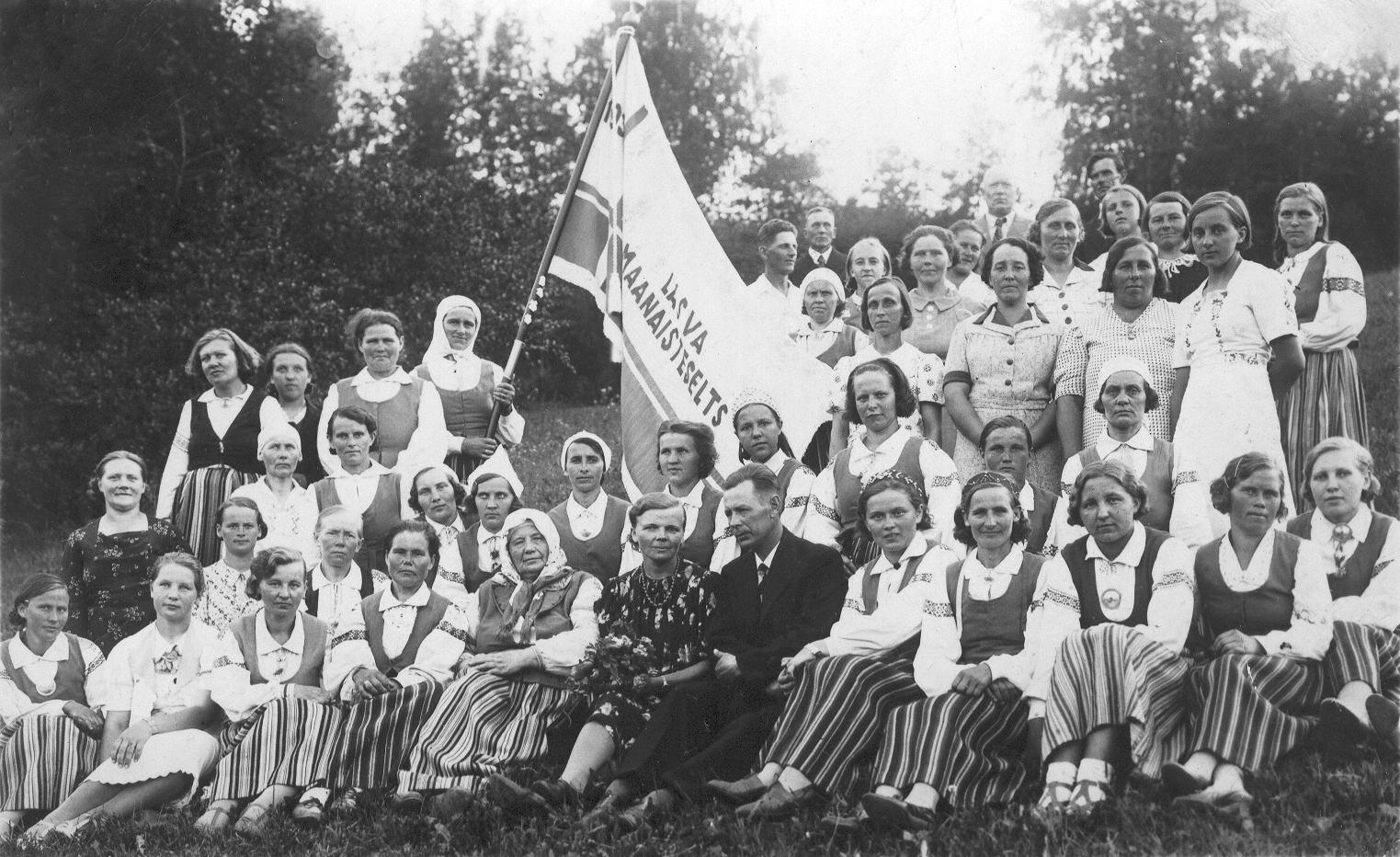
Участницы Ласваского Женского общества, 1939 год

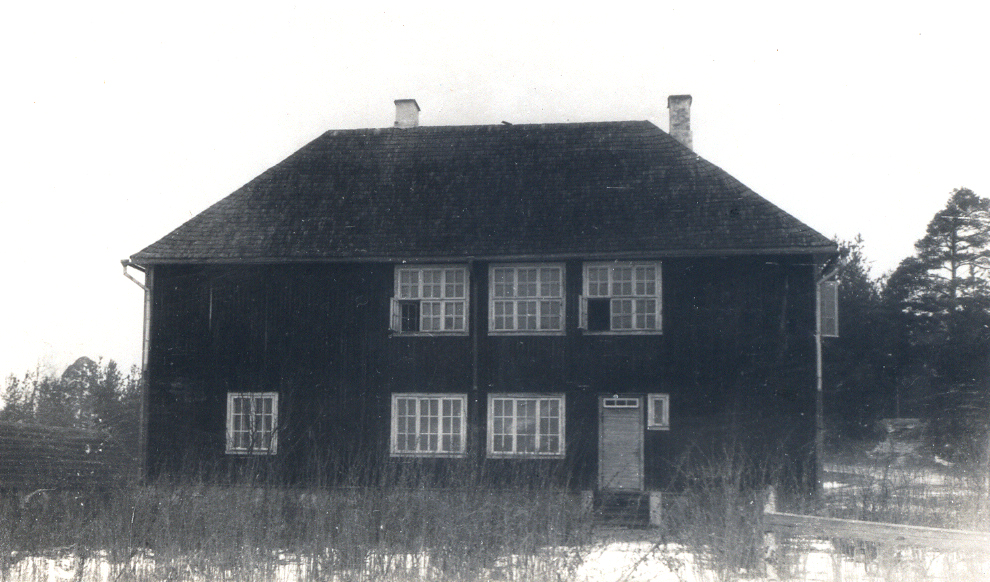
Ласваская школа в 1948–1950-х годах

В 1920—1940-х годах в деревне работала школа. Её двухэтажное деревянное здание является объектом национального наследия.
Расположенное на территории деревни кладбище Пинди внесено в Государственный регистр памятников культуры Эстонии как . На кладбище находится Пиндиская церковь, построенная в 1879—1881 годах как вспомогательная церковь Рыугеской церкви. Религиозное строение в стиле неоготики было возведено по инициативе владельцев мызы Бентенхоф (нем. Bentenhof, Пинди, эст. Pindi mõis) фон Цур-Миленов.
В советское время деревня была центром Ласваского сельсовета. Здесь находился центр колхоза «Октообри Липп» (эст. «Oktoobri Lipp» — «Флаг Октября»), работали начальная школа, библиотека и почтовое отделение.
В 1978 году общий земельный фонд колхоза составлял 8,4 тыс. га, из них обрабатываемых земель 4,2 тыс. га; численность работников составляла 447 человек.
В 1975 году на остатках магазина, построенного ещё в царское время, было возведено здание, в котором размещалась контора колхоза, деревенский дом культуры и столовая. В годы Первой Эстонской Республики это строение использовалось как амбара. В настоящее время там размещается народный дом, библиотека, Ласваское общество рукоделия и Общество друзей Ласва.
В 1977 году, в период кампании по укрупнению деревень, Ласва получила официальный статус деревни, и с нею были объединены деревни Тсиргаски (эст. Tsirgaski), которая по сути является северной частью исторической деревни Ласва, и Мыскюля (эст. Mõskülä).
В 1959 году на расположенной на территории деревни братской могиле советских воинов, павших во Второй мировой войне (исторический памятник 1997 до 2023 года), был установлен памятник с надписями «Они отдали жизнь за тебя» и «1941—1945 Бойцам Советской армии, павшим в Великой Отечественной войне». Плита с первой надписью была удалена в ходе реконструкции братской могилы в 2000 году. В протоколе от 30 ноября 2022 года рабочая группа по советским памятникам при Госканцелярии Эстонии признала памятник «красным монументом», подлежащим замене на т. н. «нейтральный». Памятник был демонтирован в 2023 году (см. Список советских военных памятников Эстонии).

## Инфраструктура
В деревне есть детский сад, народный дом, магазин. Работает предприятие по производству древесных плит «Lasva Liimpuit»; численность его работников на 30 сентября 2023 года составляла 25 человек. Действует добровольное пожарное общество.
В старой водонапорной башне деревни открыта галерея, в которой представлена экспозиция, знакомящая с историей региона, а также проводятся сезонные фото- и художественные выставки. Особенностью башни-галереи является издающая музыку лестница, поднимаясь по которой, можно играть, как на фортепиано, и слушать разные звуки. На крыше есть телескоп, с помощью которого можно осматривать окрестности и наблюдать за звёздами.

## Галерея

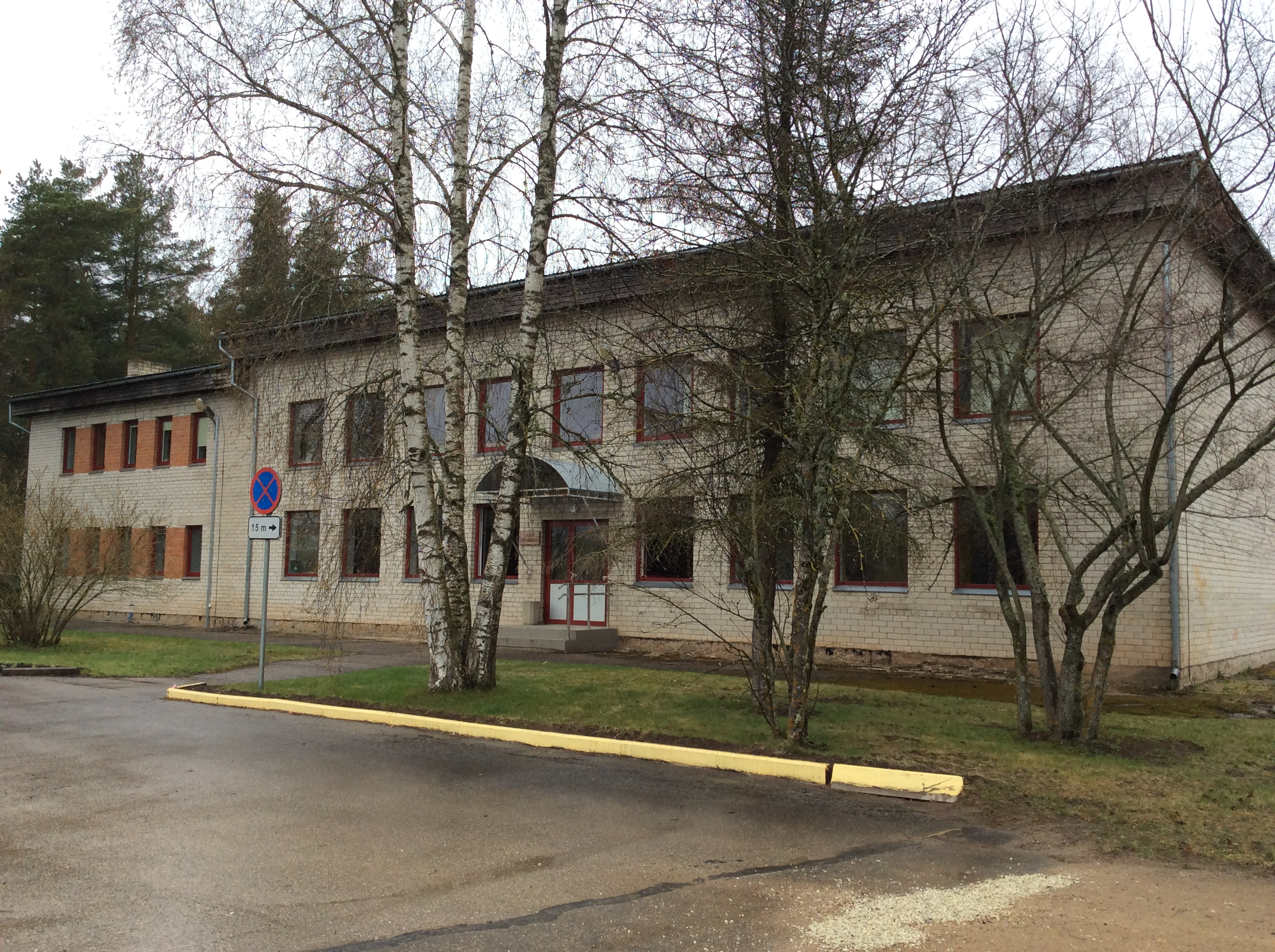
Народный дом
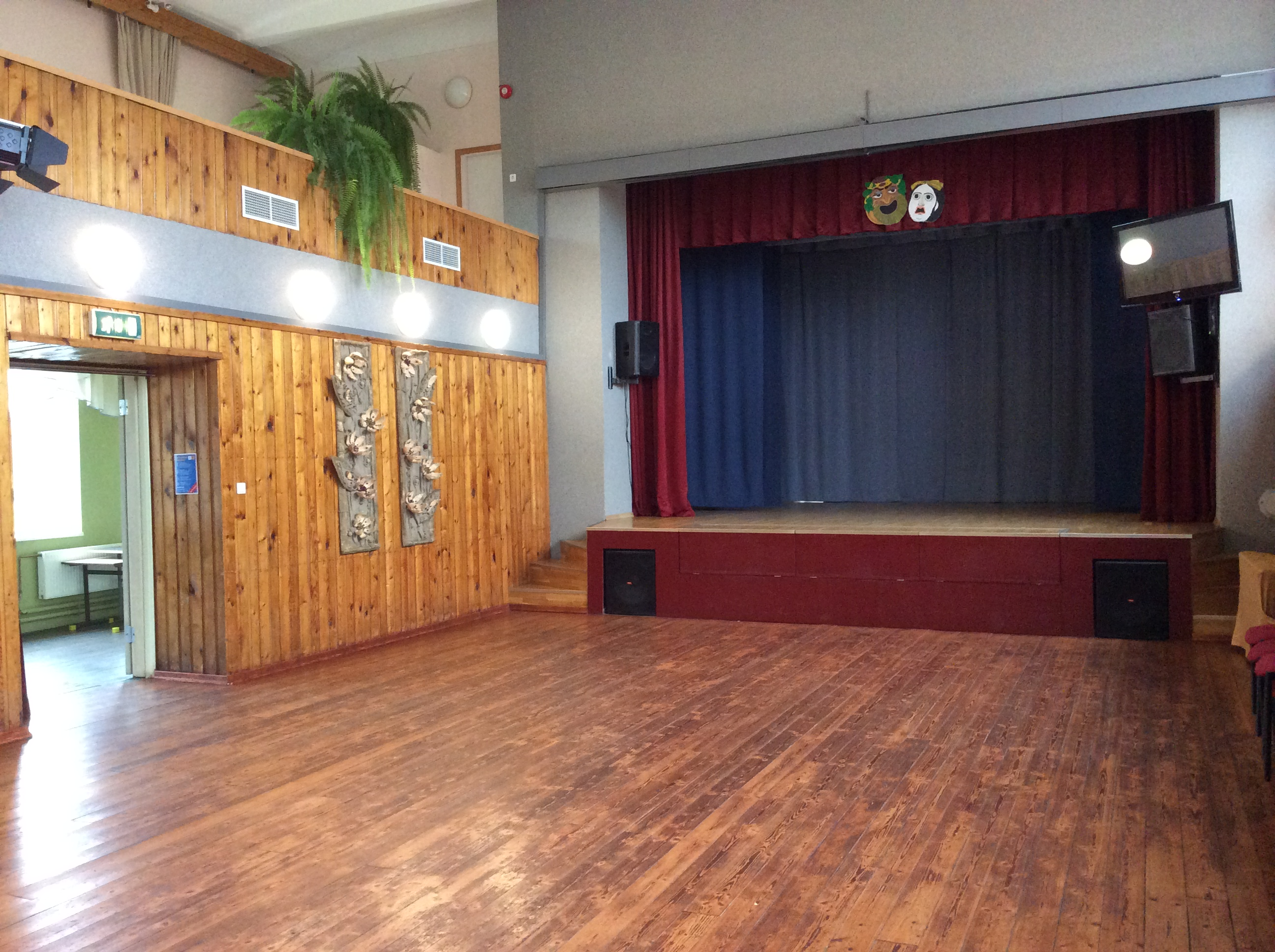
Зал в народном доме
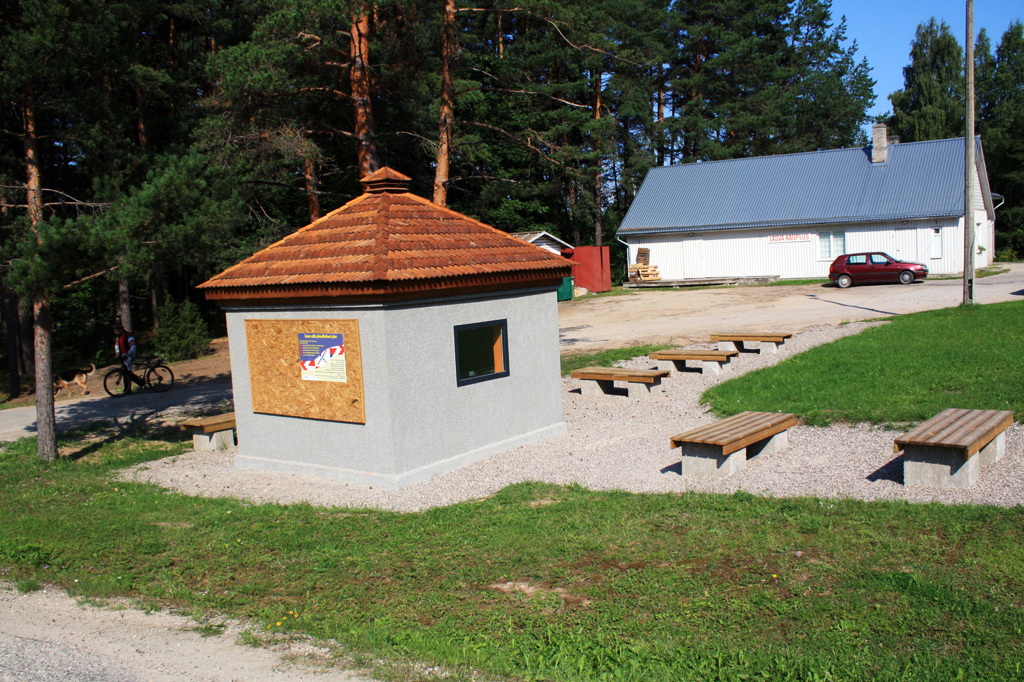
Деревенский wi-fi-пункт, 2009 год
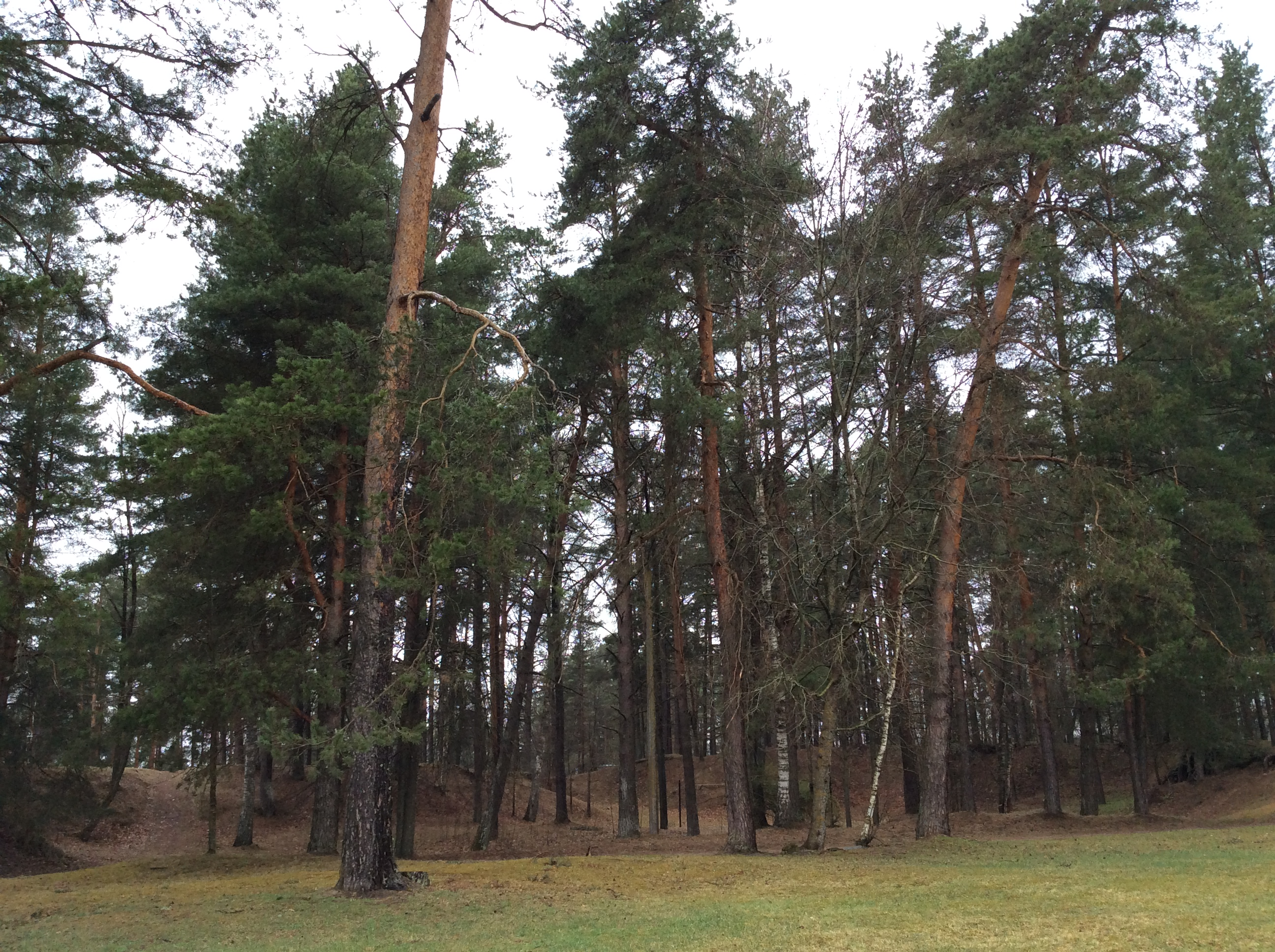
Парк Ласва
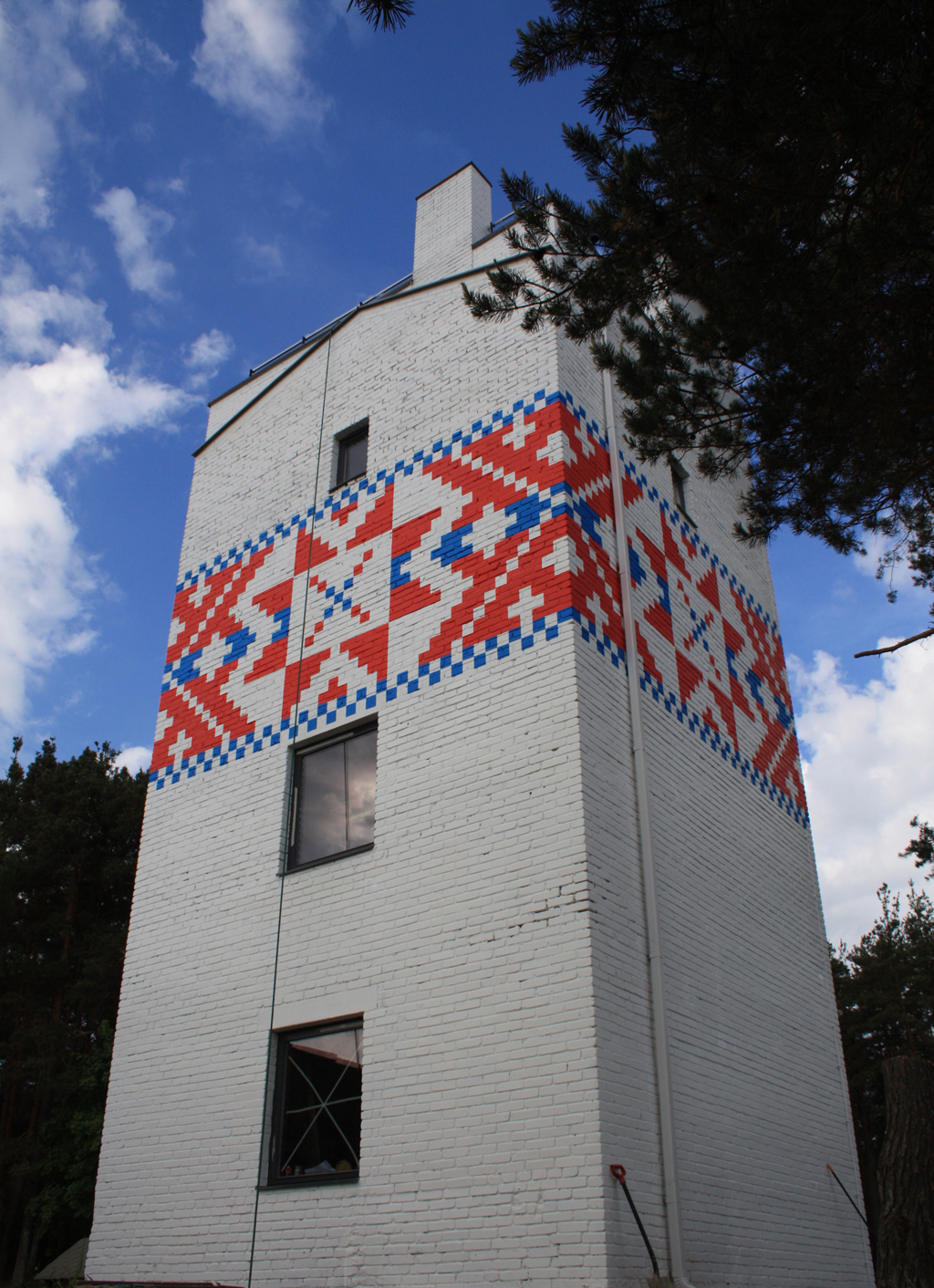
Ласваская водонапорная башня-галерея
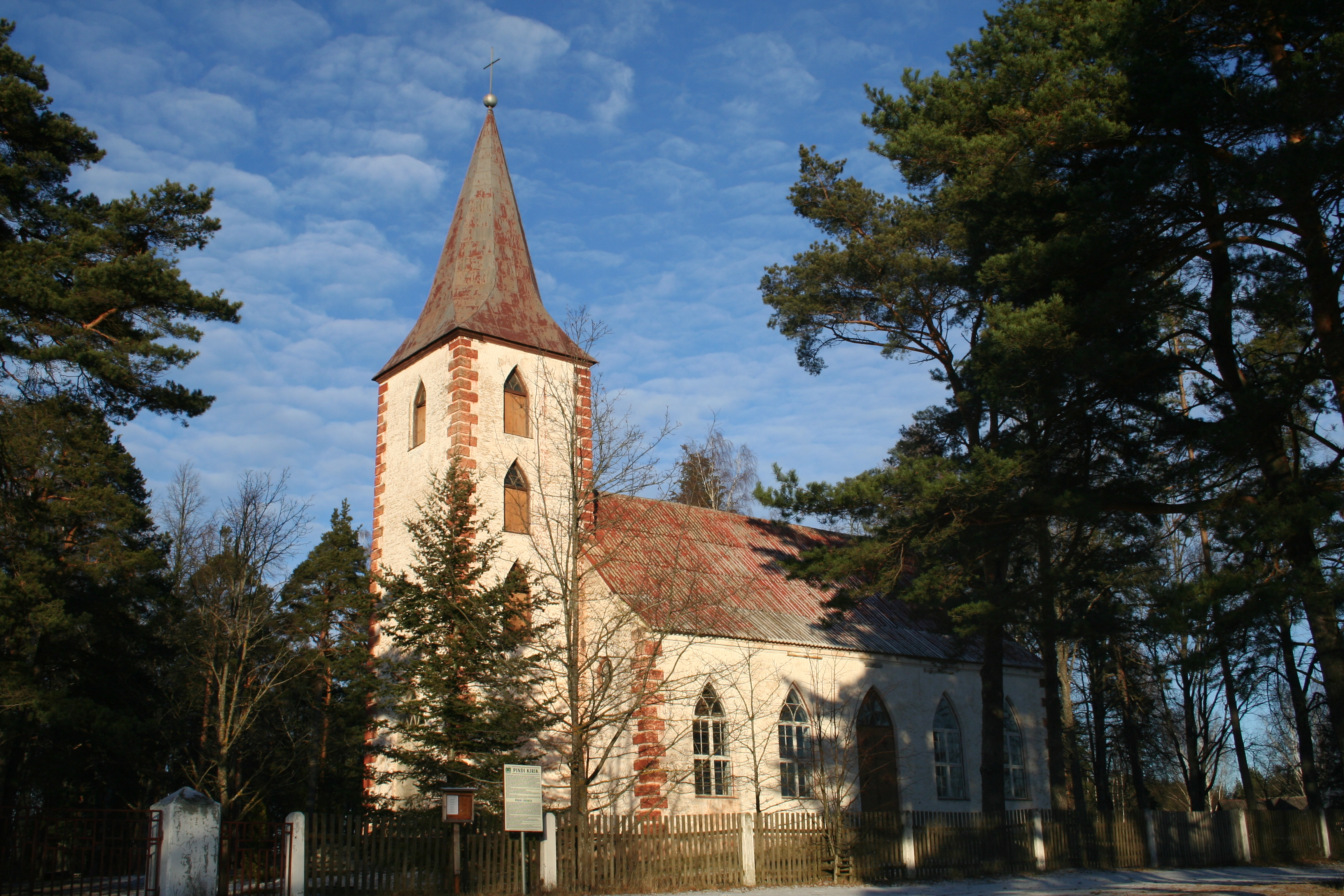
Пиндиская церковь

## Комментарии
1. ↑  Эстонские топонимы, оканчивающиеся на -а, не склоняются и не имеют женского рода (исключение — Нарва)[8].